# 木村裕美
木村 裕美（きむら ひろみ、1961年 - ）は、日本の翻訳家。
東京都生まれ。上智大学外国語学部イスパニア語学科卒業。

## 翻訳
- 『天使の運命』上・下（イサベル・アジェンデ、PHP研究所）2004年
- 『戦場の画家』（アルトゥーロ・ペレス＝レベルテ、集英社文庫） 2009年
- 『まぼろしの王都』（エミーリ・ロサーレス、河出書房新社） 2009年
- 『海のカテドラル』上・下（イルデフォンソ ファルコネス、武田ランダムハウスジャパン） 2010年
- 『P2』上・下（ルイス・ミゲル ローシャ、新潮文庫） 2010年
- 『ガウディの鍵』（エステバン・マルティン / アンドレウ・カランサ、集英社文庫） 2013年
- 『日本人の恋びと』（イザベル・アジェンデ、河出書房新社） 2018年
- 『なにもない』（カルメン・ラフォレット、河出書房新社） 2018年
- 『祖国』上・下（フェルナンド・アラムブル、河出書房新社） 2021年

### カルロス・ルイス・サフォン
- 『風の影』上・下（カルロス・ルイス・サフォン、集英社文庫） 2006年
- 『天使のゲーム』上・下（カルロス・ルイス・サフォン、集英社文庫） 2012年
- 『天国の囚人』（カルロス・ルイス・サフォン、集英社文庫） 2014年
- 『精霊たちの迷宮』上・下（カルロス・ルイス・サフォン、集英社文庫） 2022年
- 『マリーナ　バルセロナの亡霊たち』（カルロス・ルイス・サフォン、集英社文庫） 2024年